# Apataniana hutchinsoni
Apataniana hutchinsoni är en nattsländeart som beskrevs av Martin E. Mosely 1936. Apataniana hutchinsoni ingår i släktet Apataniana och familjen Apataniidae. Inga underarter finns listade i Catalogue of Life.